# Zynovyj Serdjuk
Zynovyj Tymofeevyč Serdjuk (15. listopadu 1903 – 8. srpna 1982) byl ukrajinsko-moldavský politik sovětského období.

## Život
Zynovyj Serdjuk se narodil 15. listopadu 1903 v Harbuzynce v Chersonské gubernii v Ruském impériu. Zemřel 8. srpna 1982 v Moskvě.
V letech 1935-1936 byl zástupcem náčelníka politické správy Hlavního ředitelství Severní námořní cesty.
Zynovyj Serdjuk byl prvním tajemníkem Komunistické strany Moldavska (8. února 1954 - 29. května 1961). Za jeho vlády byl hlavní důraz kladen na ateizaci, zatímco v hospodářské oblasti se všude v Moldavské SSR dokončovala kolektivizace vytvářením kolchozů a sovchozů. Byla vybudována řada průmyslových jednotek.